# Gustav Freytag

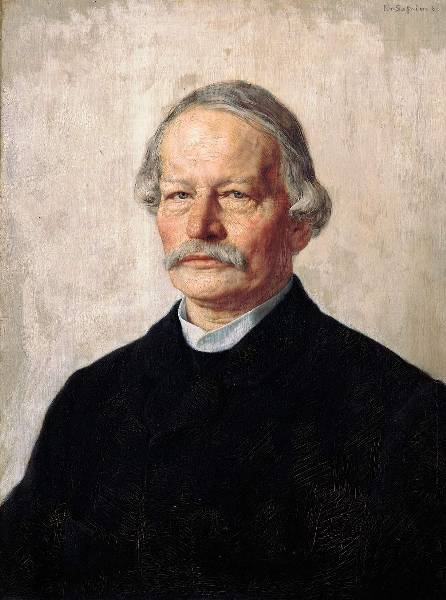
Gustav Freytag

Gustav Freytag (Kreuzburg 13 juli 1816 - Wiesbaden 30 april 1895) was een Duits schrijver en journalist.
Zijn vader was arts en burgemeester. Freytag bezocht het gymnasium in Oels en studeerde taalkunde in Breslau (bij August Heinrich Hoffmann von Fallersleben) en in Berlijn.
Van 1839 tot 1847 was hij privaatdocent in Breslau. In 1848 werd hij hoofdredacteur van "Die Grenzboten", een tijdschrift uit Leipzig. Onder zijn leiding werd het een toonaangevend nationaal-liberaal blad. Hij raakte bevriend met hertog Ernst II van Saksen-Coburg en Gotha, die hem in 1854 de titel Hofrat verleende.
In 1867 werd Freytag in de Rijksdag van de Noord-Duitse Bond gekozen, maar hij verliet drie jaar later al de politiek. Tijdens de Frans-Duitse Oorlog was hij in de jaren 1870-1871 rapporteur voor de Pruisische kroonprins Frederik Willem.
Gustav Freytag was een van de meestgelezen schrijvers van de 19e eeuw.